# Martinice (Klobouky u Brna)
Martinice jsou osada a odlehlá ulice města Klobouky u Brna v okrese Břeclav. Nachází se za kopcem západně od Klobouk, na silnici II/381 mezi Divákami a křižovatkou se silnicí II/380. Protéká tudy potok Haraska. Jde o základní sídelní jednotku bez vlastního katastrálního území. Nachází se zde několik obydlených domů a zemědělský areál. Součástí sídelní jednotky je také kloboucká skládka (východně od osady).
Historicky pochází název místa ze jména Martinec. V 19. století zde vznikl cukrovar rodiny Neuwallů, jeden z prvních velkokapacitních cukrovarů na Moravě. Zanikl kolem roku 1874, poslední dochovaný komín byl zlikvidován v 90. letech 20. století.